# Résistance pyroscopique
La résistance pyroscopique indique jusqu’à quelle température on peut utiliser un matériau sans difficultés. La fusion du matériau réfractaire aura lieu à une température beaucoup plus élevée, mais en dessous de cette température, il peut y avoir des déformations (fluage) et un retrait supplémentaire. La résistance pyroscopique tient compte de ces phénomènes.

## Détermination
La résistance pyroscopique des matériaux réfractaires peut être déterminée en utilisant des cônes pyroscopiques de référence appropriés,.